# Les Paretetes dels Moros
La vil·la romana de les Paretetes dels Moros, a Montcada (Horta Nord, País Valencià), ubicada dins la partida del Bordellet, a pocs metres del nucli urbà i a nou quilòmetres de la ciutat de València. Es va edificar entre els segles i i ii dC, sobre un suau promontori, a 40 metres sobre el nivell de la mar, molt a prop del marge dret del barranc de Carraixet i, probablement, va ser abandonada a finals del segle iii o durant el iv.
La primera referència bibliogràfica que al·ludeix a les Paretetes dels Moros, com a jaciment arqueològic, és de 1923 i la trobem a l'article de Nicolau Primitiu, «El mosaic de la vila hispanoromana del Pouaig de Montcada», publicat a la revista «Archivo de Arte Valenciano, núm.IX»; només nomena, però, algunes estructures hidràuliques. Poc després, el mateix autor, a Geografia del Regne de València de Sarthou Carreres i Martínez Aloy, descriu superficialment el lloc.

## Descripció
Avui, aquestes ruïnes són visibles entre camps de garrofers, tarongers i ametllers, i es distingeixen tres àrees ben separades.
La primera es localitza a l'extrem septentrional de la vil·la original i ve definida per un conjunt de quatre estances, que formarien part d'uns petits banys o balnea. S'hi van distingir, entre les ruïnes, un reduït caldarium (sala de banys calents), amb absis rectangular, i un tepidarium (sala de banys tebis i massatges), obert cap a l'oest. Els murs conservats arriben a més de dos metres d'alçada.
Dotze metres al sud dels banys, sobresurten del terra uns murs de mig metre, que formen dos grans rectangles, encabits l’un a l'altre.
La tercera àrea és on hi ha estructures d'ús hidràulic, que són a l'est del jaciment, molt afectades per transformacions agrícoles de les primeries del segle xx. Aquests moviments de terres permeten veure restes de dues grans basses d’aigua, rectangulars, separades per un mur construït amb grans còdols de riu travats amb morter de calç. La tècnica constructiva utilitzada és la típica dels dipòsits destinats a la recepció i contenció d'aigua, recoberts d’opus signinum hidràulic de color rosaci i motllures de mitja canya als angles. La transformació agrícola realitzada ha deixat visibles, també, nombrosos fonaments, que indiquen la presència d'altres espais construïts, amb unes dimensions encara per determinar, que podrien relacionar-se amb les basses d’aigua i l'ús que se'n feia.

## Ceràmiques, epigrafia i numismàtica
Les prospeccions efectuades al jaciment de la vil·la han proporcionat fragments de ceràmica típica de l'època romana imperial com la terra sigillata (caracteritzada pel vernís roig més o menys dens). A l’època, a València, arribaven, a més de les produccions hispàniques, importacions d’aquesta producció industrial procedents del sud de la Gàl·lia. També s'hi han trobat altres productes ceràmics del nord d'Àfrica, tripolitanes. Una part d’aquestes troballes són custodiades al Museu de Prehistòria de València i, d'altres, al Museu Arqueològic de Montcada.
No hi ha notícia, però, d’on és, ara, l'únic testimoni epigràfic procedent del Bordellet, que, segurament, hauria de relacionar-se amb les Paretetes dels Moros. Es tracta d'una inscripció de caràcter funerari sobre pedra calcària blanca o gris, de forma rectangular, de 30 x 73 centímetres. El text, amb lletra ka.4, diu «P·CLODIUS·P·L BERULLUS AN·XCIIII», és a dir, «Publi Clodi Berulo, llibert de Publi, a noranta-quatre anys».
També es coneix que s'hi va trobar una moneda, un as romà, amb les inscripcions, d'una banda, «L·CORANI C·NUMIQ», encerclant un cap, i, a l’altra cara, «VALENTIA» i una cornucòpia sobre un feix de llamps.